# Кассио (персонаж)
Кассио (англ. Cassio) — персонаж трагедии Уильяма Шекспира «Отелло» (1604). Лейтенант Отелло, оклеветанный Яго: последний убедил Отелло в том, что Кассио — любовник его жены Дездемоны. Кассио появляется во множестве экранизаций пьесы, его прототип действует в новелле Чинцио Джиральди «Венецианский мавр» из сборника «Экатоммити» (1565).

## Роль в сюжете
В новелле Чинцио Джиральди «Венецианский мавр», опубликованной в составе сборника «Экатоммити» (1565), действует персонаж Капитан (без имени). Он служит в венецианском гарнизоне на Кипре под началом Мавра. Прапорщик, влюбившийся в жену Мавра Диздемону и отвергнутый ею, решает отомстить, а для этого внушает командиру, что Диздемона и Капитан — любовники. По приказу Мавра он пытается убить Капитана, но только ранит его, тогда как Диздемона погибает, забитая насмерть чулком с песком. Позже Прапорщик рассказывает Капитану, что нападение на него организовал Мавр, но молчит о своём соучастии. Мавра приговаривают к пожизненному изгнанию, Прапорщик же умирает впоследствии из-за пыток, связанных с другим делом.
Уильям Шекспир почерпнул из новеллы Джиральди сюжетный материал для трагедии «Отелло», впервые поставленной на сцене в 1604 году. Он сохранил основную событийную канву, но существенно изменил и обогатил образы главных героев. Капитан получил имя Микеле Кассио. Это флорентиец, образованный человек, сделавший хорошую карьеру, друг и доверенное лицо мавра, которого в пьесе зовут Отелло. Последний назначает его своим заместителем (лейтенантом). Поручик Яго, тоже претендовавший на этот пост, решает в отместку внушить Отелло, что его жена Дездемона и Кассио — любовники. Родриго, действующий по наущению Яго, провоцирует ссору, чтобы Дездемоне пришлось просить мужа за Кассио. Сам Яго подбрасывает лейтенанту украденный платок, первый подарок Отелло Дездемоне.
В результате Отелло отдаёт приказ убить Кассио, убивает супругу и совершает самоубийство. В бою с Родриго Кассио получает только рану, в финале пьесы его назначают командиром венецианскго гарнизона на Кипре.
Исследователи констатируют, что Кассио изображён Шекспиром как невинная жертва интриг, но при этом человек надменный, задиристый, готовый действовать через женщин ради успешной карьеры. У него нет высоких достоинств, это человек бесцветный и «внутренне невзрачный».

## В экранизациях
Кассио стал героем множества фильмов, снятых по пьесе Шекспира.
- «Отелло[итал.]», США, 1908, режиссёр Уильям Рэноус, в роли Кассио Пол Панцер;
- «Отелло[итал.]», Италия, 1909, режиссёры Уго Фалена[итал.] и Джероламо Ло Салвио[итал.], в роли Кассио Альберто Непоти[итал.];
- «Отелло[итал.]», Италия, 1914, режиссёр Арриго Фруста[итал.], в роли Кассио Убальдо Стефани;
- «Отелло[нем.]», Германия, 1922, режиссёр Дмитрий Буховецкий, в роли Кассио Теодор Лоос;
- «Отелло» (эпизод телесериала Театр воскресным вечером[англ.]), Великобритания, 1950, режиссёр Кевин Шелдон, в роли Кассио Лоуренс Харви;
- «Отелло», 1952, режиссёр Орсон Уэллс, в роли Кассио Майкл Лоренс;
- «Отелло», Бразилия, 1952 (эпизод сериала ТВ Авангард[порт.]), режиссёр Дионисио Азеведу[порт.], в роли Кассио Хосе Паризи[порт.];
- «Отелло[фр.]», Канада, 1953 (эпизод сериала Театр General Motors[англ.]), режиссёр Дэвид Грин, в роли Кассио Патрик Макни;
- «Отелло», 1955, телефильм Тони Ричардсона, в роли Кассио Роберт Харди;
- «Отелло», 1955, режиссёр Сергей Юткевич, в роли Кассио Владимир Сошальский;
- «Отелло» Германия (ФРГ) (ТВ), 1958, режиссёр Франц Йозеф Вильд[нем.], в роли Кассио Рене Фаррель;
- «Венецианский мавр», 1960, фильм-балет режиссёра Вахтанга Чабукиани, в роли Кассио Бекар Монавардисашвили;
- «Отелло», Франция, 1962 (ТВ), режиссёр Клод Барма[фр.], в роли Кассио Мишель Ле Руае[фр.];
- «Отелло», 1965, режиссёр Стюарт Бердж, в роли Кассио Дерек Джакоби;
- «Отелло», Великобритания, 1967 (эпизод телесериала «Конфликт»), режиссёр Джордж Мор О’Ферролл[англ.], в роли Кассио Ральф Бейтс[англ.];
- «Отелло» Германия (ФРГ) (ТВ), 1968, режиссёр Франц Петер Вирт[нем.], в роли Кассио Карл Михаэль Фоглер[нем.];
- «Облака — что это?», Италия, 1968 (эпизод телеальманаха «Каприз по-итальянски»), режиссёр Пьер Паоло Пазолини, в роли Кассио Франко Франки;
- «Отелло[нидерл.]» Бельгия (ТВ), 1969, режиссёры Мауриц Балфурт[нидерл.] и Лод Хендрикс, в роли Кассио Рик Андрис[нидерл.];
- «Отелло», Португалия, 1969 (ТВ), режиссёр Педру Мартинш, в роли Кассио Марио Перейра[порт.];
- «Поймай мою душу![англ.]», США, 1974, мюзикл (современная адаптация пьесы), режиссёр Патрик Макгуэн, в роли Кассио Тони Джо Уайт[англ.];
- «Отелло[англ.]», Великобритания (ТВ), 1981, режиссёр Джонатан Миллер, в роли Кассио Дэвид Йелленд[англ.];
- «Отелло», США, 1981, режиссёр Франклин Милтон[англ.], в роли Кассио ДеВерен Букуолтер ДеВерен Букуолтер[англ.];
- «Отелло», Испания-Франция, 1982, режиссёр Макс Э. Булуа[фр.], в роли Кассио Рамиро Оливерос[исп.];
- «Отелло[англ.]», Великобритания, 1990 (ТВ), режиссёр Тревор Нанн, в роли Кассио Шон Бэйкер;
- «Отелло, венецианский мавр», Австрия, 1991 (ТВ), режиссёры Джордж Табори и Райнер С. Эке, в роли Кассио Флорентин Гролл[нем.];
- «Отелло», 1995, режиссёр Оливер Паркер, в роли Кассио Натаниель Паркер;
- «Отелло[англ.]» Великобритания, США, Канада (ТВ), 2001, режиссёр Джеффри Сакс, в роли Майкла Касса (Кассио) Ричард Койл;
- «Отелло» Германия, 2003 (ТВ), в роли Кассио Штефан Мерки[нем.];
- «Отелло, трагедия мавра», Канада (ТВ), 2008, режиссёр Заиб Шейх[англ.], в роли Кассио Грэхэм Эбби[англ.];
- «Отелло», Великобритания, 2013, режиссёры Николас Хайтнер и Робин Лок, в роли Кассио Джонатан Бэйли[англ.];
- «Отелло», Великобритания, 2015, режиссёры Икбаль Хан и Робин Лок, в роли Кассио Джейкоб Форчун-Ллойд[англ.].